# Зайцево (Веревское сельское поселение)
За́йцево (фин. Jäniskylä) — деревня в Гатчинском муниципальном округе Ленинградской области России.

## История
На «Топографической карте окрестностей Санкт-Петербурга» Военно-топографического депо Главного штаба 1817 года обозначена как деревня Юлкуля или Зайцова из 12 дворов.
Как деревня Улькуля или Зайцова из 14 дворов она упоминается на «Топографической карте окрестностей Санкт-Петербурга» Ф. Ф. Шуберта 1831 года.

УЛЬКУЛЯ — деревня принадлежит Самойловой, графине, число жителей по ревизии: 43 м. п., 40 ж. п. (1838 год)

Согласно карте Ф. Ф. Шуберта 1844 года деревня называлась Улькюля (Зайцова).
В пояснительном тексте к этнографической карте Санкт-Петербургской губернии П. И. Кёппена 1849 года она записана как деревня Jäniskyla (Улькуля), а также указано количество её жителей на 1848 год: савакотов — 44 м. п., 52 ж. п.,, всего 96 человек и одна семья эвремейсов из 7 человек.

УЛЬКУЛЯ — деревня Царскославянского удельного имения, по просёлочной дороге, число дворов — 12, число душ — 41 м. п. (1856 год)

Согласно «Топографической карте частей Санкт-Петербургской и Выборгской губерний» в 1860 году деревня называлась Улькюля (Зайцева) и насчитывала 11 крестьянских дворов.

УЛЬКУЛЯ (ЗАЙЦЕВО) — деревня удельная при колодцах, число дворов — 11, число жителей: 44 м. п., 47 ж. п. (1862 год)

В 1879 году деревня Улькуля (Зайцева) насчитывала 8 дворов.

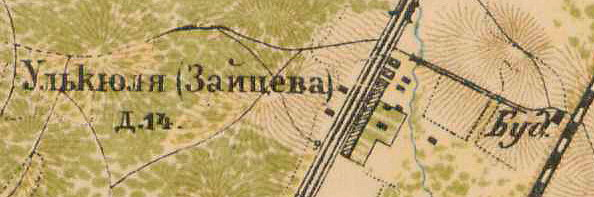
План деревни Зайцево. 1885 год

В 1885 году деревня Улькюля (Зайцева) насчитывала 14 дворов.
В конце XIX века деревня административно относилась к Мозинской волости 1-го стана Царскосельского уезда Санкт-Петербургской губернии, в начале XX века — 4-го стана. Население деревни было однородным — финским.
К 1913 году количество дворов в деревне увеличилось до 20.
С 1917 по 1923 год деревня Зайцево входила в состав Пендовского сельсовета Мозинской волости Детскосельского уезда.
С 1923 года в составе Гатчинской волости.
Согласно данным переписи населения СССР 1926 года в деревне Зайцево Пендовского сельсовета Троцкой волости Троцкого уезда проживали 157 человек, все финны. В 1928 году население деревни Зайцево также составляло 157 человек.

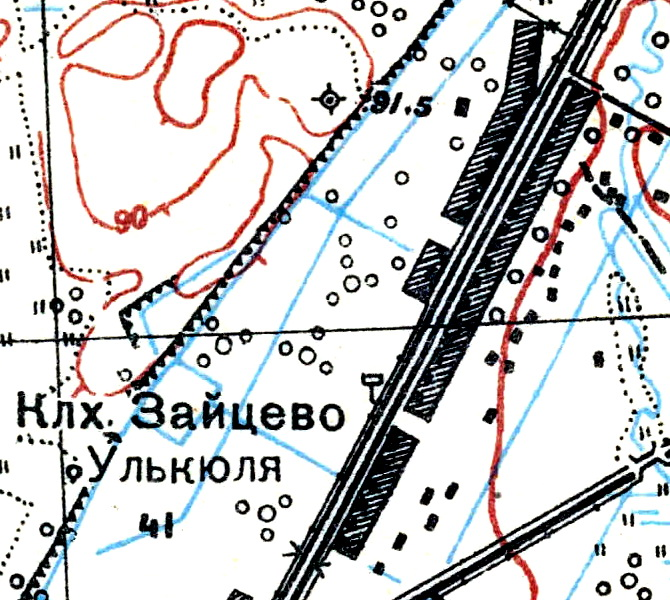
План деревни Зайцево. 1931 год

Согласно топографической карте 1931 года деревня называлась Улькюля и насчитывала 41 двор. В деревне был организован колхоз Зайцево.
По данным 1933 года деревня Зайцево являлась административным центром Пендовского сельсовета Красногвардейского района, в который входили 8 населённых пунктов: деревни Донни, Зайцево, Коврово, Кондакопшино, Коммолово, Онтолово, Рипшево и Пендолово, общей численностью населения 1600 человек.
Деревня была освобождена от немецко-фашистских оккупантов 22 января 1944 года.
С 1954 года, в составе Романовского сельсовета.
С 1959 года, в составе Большетаицкого сельсовета.
В 1965 году население деревни Зайцево составляло 241 человек.
По данным 1966 и 1973 годов деревня Зайцево входила в состав Большетаицкого сельсовета.
По данным 1990 года деревня Зайцево входила в состав Веревского сельсовета.
В 1997 году в деревне проживали 97 человек, в 2002 году — 133 человека (русские — 91%).
По состоянию на 1 января 2006 года в деревне насчитывалось 66 домохозяйств и 32 дачи, общая численность населения составляла 116 человек.
В 2007 году — 121 человек.

## География
Деревня расположена в северной части района на автодороге Р23 «Псков» (E 95, Санкт-Петербург — граница с Беларусью).
Расстояние до административного центра поселения, деревни Малое Верево — 8 км.
Расстояние до ближайшей железнодорожной станции Верево — 2 км.

## Демография
| 1862 | 2006 | 2007 | 2010 | 2017 |
| ---- | ---- | ---- | ---- | ---- |
| 91   | ↗116 | ↗121 | ↗130 | ↗181 |

### Национальный состав
Согласно данным Всероссийской переписи населения 2021 года в деревне проживал 241 человек, из них:
 русские — 207 (казаки — 1), узбеки — 7, азербайджанцы — 4, таджики — 4, казахи — 3, киргизы — 3, армяне — 1, белорусы — 1, татары — 1, остальные национальность не указали.

## Предприятия и организации
- Магазин стройтоваров
- Фельдшерско-акушерский пункт

## Транспорт
От Гатчины и Санкт-Петербурга до Зайцево можно доехать на автобусе № 431, а также на маршрутных такси № К-18, К-18А, К-100.

## Достопримечательности
Мемориальный комплекс «Мирным гражданам Советского Союза, погибшим в ходе Великой Отечественной войны». Открыт 27 января 2024 года. Авторы монумента — скульптор Андрей Коробцов и архитектор Константин Фомин.

## Улицы
Киевское шоссе, Лиговская, дорога СПб — Псков.

## Садоводства
Зайцево.